# کورادو بندتی
کورادو بندتی (انگلیسی: Corrado Benedetti; ۲۰ فوریهٔ ۱۹۵۷ – ۱۵ فوریهٔ ۲۰۱۴) بازیکن فوتبال اهل ایتالیا بود.
از باشگاه‌هایی که در آن بازی کرده‌است می‌توان به باشگاه فوتبال پروجا، باشگاه فوتبال بولونیا، باشگاه فوتبال کاتانیا، باشگاه فوتبال چزنا، و باشگاه فوتبال لیورنو اشاره کرد.